# Sebestyén Zoltán (fizikatanár)
Sebestyén Zoltán (Szeged, 1944. március 4. –) matematika–fizika–technika szakos tanár, több fizikatankönyv társszerzője. Fizikatanári tevékenysége elismeréseként 2004-ben Rátz Tanár Úr-életműdíjat kapott.

## Élete, tevékenysége
A Pécsi Tanárképző Főiskolán népköztársasági ösztöndíjasként végzett 1966-ban, matematika–fizika–technika szakon. Az Eötvös Loránd Tudományegyetemen 1978-ban fizikatanári egyetemi diplomát szerzett.
A diploma megszerzése után 1966–1967 között Székesfehérvárott a Schönherz Zoltán Általános Iskolában kezdett tanítani. 1967–1969 között a Pécs-Vasas II. számú Általános Iskola, majd 1969–1981 közt a Pécsi Tudományegyetem 1. számú Gyakorló Általános Iskola tanára volt. 1981–1984 között a Janus Pannonius Gimnáziumban, ezután pedig 1984–2006 között a Testvérvárosok Terei Általános Iskolában tanított, ez utóbbiból ment nyugdíjba. Munkaközösség-vezető, 1990-től vezetőtanár, 1994-től tanácsos, 1996-tól országos szakértő volt, továbbá 1970–1984 közt a Pécsi Tanárképző Főiskola óraadó tanáraként is dolgozott. Pályája során mindig szívügyének tekintette a tehetséggondozást, a fizika népszerűsítését, valamint a szertár- és eszközfejlesztést.
A Nyíregyházán 1977-ben megrendezett I. Országos Általános Iskolai Fizikatanári Ankéttól kezdve részt vett a fizikatanári ankétokon, amelyek eszközkiállításain többször nyert díjat saját készítésű eszközeivel. Országszerte, sőt Szlovákiában és a Vajdaságban is tartott továbbképző előadásokat, bemutató órákat, tanfolyamokat és kísérleti bemutatókat.
A tehetséggondozás területén is kiemelkedő munkát folytatott. Éveken át iskolai, illetve városi tehetséggondozó fizikaszakkört vezetett. A Középiskolai Matematikai és Fizikai Lapok feladatmegoldó versenyén közel húsz éven át szerepeltek diákjai és értek el helyezéseket. Egyik tanítványa, Vigh Máté általános iskolásként megnyerte az Öveges József Fizikaversenyt, középiskolásként az Országos középiskolai tanulmányi versenyen is első helyezést ért el, végül 2004-ben a 35. Nemzetközi Fizikai Diákolimpián ezüstérmet szerzett. Az Öveges József Fizikaverseny országos döntőjébe több mint tíz tanítványa jutott be.
A szakmai közéletben is aktívan tevékenykedik, az Eötvös Loránd Fizikai Társulat Általános Iskolai Oktatási Szakcsoportjának több cikluson keresztül vezetőségi tagja, a Tudományos Ismeretterjesztő Társulat (TIT) megyei fizika szakosztályának évekig titkára volt. Három alkalommal képviselte a magyar delegáció tagjaként Magyarországot a Physics on Stage elnevezésű nagy nemzetközi összejövetelen.

## Publikációk

### Könyvek
- Fizika 7., Munkatankönyv az általános iskola 7. osztálya számára (Csákány Antalnéval és Károlyházy Frigyessel), Budapest, Tankönyvkiadó, 1988, 158 oldal, ISBN 963-18-0949-8
- Fizika 8., Munkatankönyv az általános iskola 8. osztálya számára (Csákány Antalnéval és Károlyházy Frigyessel), Budapest, Tankönyvkiadó, 1989, 167 oldal, ISBN 963-18-1817-9
- Fizika 7., Tankönyv az általános iskola 7. osztálya számára (Csákány Antalnéval és Károlyházy Frigyessel), Budapest, Nemzeti Tankönyvkiadó, 1994, 184 oldal, ISBN 963-18-5501-5
- Fizika 8., Udžbenik za 8. razred osnovne škole (Csákány Antalnéval és Károlyházy Frigyessel), Budapest, Nemzeti Tankönyvkiadó, 1994, 199 oldal, (szerb nyelven), ISBN 963-18-7049-9
- A hőtanról kicsit másképp, Kísérletek és feladatok általános iskolásoknak (Faránki Gyulával), Pécs, Pécsi Erőmű Rt., 1998, 71 oldal
- Fizika 7., Tankönyv az általános iskola 7. osztálya számára (Csákány Antalnéval és Károlyházy Frigyessel), Budapest, Nemzeti Tankönyvkiadó, 1998, 155 oldal, ISBN 963-18-8704-9
- Fizika 7., Udžbenik za 7. razred osnovne škole (Csákány Antalnéval és Károlyházy Frigyessel), Budapest, Nemzeti Tankönyvkiadó, 1999, 160 oldal, (szerb nyelven) ISBN 963-18-9693-5
- Fizika 8., Tankönyv az általános iskola 8. osztálya számára (Csákány Antalnéval és Károlyházy Frigyessel), Budapest, Nemzeti Tankönyvkiadó, 1999, 181 oldal, ISBN 963-18-9599-8
- Erőműséta fizikafeladatokkal, Gondolkodtató feladatok középiskolások számára (Faránki Gyulával és Kiss Jenővel), Pécs, Pécsi Erőmű Rt., 2000, 35 oldal
- Fizika feladatok 10 éves kortól (Vida Józseffel és Zátonyi Sándorral), Piliscsaba, Konsept-H Könyvkiadó, 2002, 132 oldal, ISBN 963-9362-24-7
- Fizika 7., Tankönyv az általános iskola 7. osztálya számára (Csákány Antalnéval és Károlyházy Frigyessel), Budapest, Nemzeti Tankönyvkiadó, 2003, 159 oldal, ISBN 963-19-2049-6
- Fizika 8., Tankönyv az általános iskola 8. évfolyama számára (Csákány Antalnéval és Károlyházy Frigyessel), Budapest, Nemzeti Tankönyvkiadó, 2004, 143 oldal, ISBN 963-19-3322-9
- Egységes érettségi feladatgyűjtemény, Fizika, Gyakorlófeladatok I., (társszerzőkkel), Budapest, Nemzeti Tankönyvkiadó, 2003, 206 oldal, ISBN 963-19-2345-2
- Egységes érettségi feladatgyűjtemény, Fizika, Gyakorlófeladatok II., (társszerzőkkel), Budapest, Nemzeti Tankönyvkiadó, 2004, 190 oldal, ISBN 963-19-5100-6
- Egységes érettségi feladatgyűjtemény, Fizika, Megoldások I., (társszerzőkkel), Budapest, Nemzeti Tankönyvkiadó, 2004, 237 oldal, ISBN 963-19-2470-X
- Egységes érettségi feladatgyűjtemény, Fizika, Megoldások II., (társszerzőkkel), Budapest, Nemzeti Tankönyvkiadó, 2004, 252 oldal, ISBN 963-19-2504-8

### Cikkek
- Magfizikai kísérletek 14 éves tanulóknak I., Fizikai Szemle, 1998, 1. szám, 31-34.
- Magfizikai kísérletek 14 éves tanulóknak II., Fizikai Szemle, 1998, 5. szám, 168-172.
- Fizikai mérések útközben, (társszerzőkkel), Fizikai Szemle, 2006, 12. szám, 420-424. (→PDF)

## Kitüntetések, díjak
- Kiváló Újító
- Mikola Sándor-díj (1980)
- Pécs Város Oktatási Díja
- Ericsson-díj (1999)
- Rátz Tanár Úr Életműdíj (2004)
- Öveges József-díj (2007)
- Magyar Ezüst Érdemkereszt polgári tagozat (2024)